# Championnat du monde masculin de handball à onze
Le Championnat du monde masculin de handball à onze était un tournoi de handball à onze qui regroupait les meilleures nations au monde. La compétition est disputée à onze joueurs en extérieur, sur un terrain herbeux semblable à un terrain de football.
Organisé à sept reprises par la Fédération internationale de handball, le tournoi était disputé tous les trois−quatre ans, mis à part entre la première édition en 1938 et la seconde édition en 1948 à cause de la Seconde Guerre mondiale. La compétition a largement été dominée par les Allemands puisque la seule édition qu'ils n'ont pas remportée fut le premier championnat du monde d'après-Guerre en 1948 où les Allemands ont été exclus du tournoi.

## Historique
- (en) Fédération internationale de handball, History of Men's Handball World Championships : Part I 1938 – 1960, 2010 (lire en ligne)
- (en) Fédération internationale de handball, History of Men's Handball World Championships : Part II 1961 – 1970, 2010 (lire en ligne)

C'est le handball à onze, sur gazon et en plein air qui prévaut dans la première moitié du XXe siècle. En 1936, la première compétition internationale de handball a lieu à l'occasion des Jeux olympiques de Berlin et est remporté par les Allemands. En octobre 1938, l'entraîneur allemand Otto Kaundinya (de) les a également menés à la victoire lors du Championnat du monde en plein air, organisé par la Fédération internationale de handball amateur (IAHF), prédécesseur de la Fédération internationale de handball (IHF). À noter que l'Autriche, concurrent le plus sérieux des Allemands, n'a pas participé à la compétition car celle-ci a été annexée par l'Allemagne nazie en mars 1938. Dix équipes participent à cette compétition disputée en tournoi élimination directe. Comme en témoigne la lourde défaite concédée par la Suisse en finale (23 à 0 !) , la victoire de l'Allemagne ne souffre aucune contestation. Pour Kaudynia et certains joueurs, c'est un triplé historique après les victoires aux Jeux olympiques et au championnat du monde en salle.
En raison de la Seconde Guerre mondiale et de ces conséquences, ce n'est qu'en 1948 que le championnat du monde a pu à nouveau être organisé. Ce championnat du monde en plein air se déroule pour la première fois sous la direction de la Fédération internationale de handball (IHF) fondée en 1946. L'Allemagne, tenante du titre, n'a pas participé, puisque le pays était gouverné par les puissances victorieuses de la Seconde Guerre mondiale et n'avait pas sa propre fédération nationale - en outre, plusieurs organisations internationales ne voulaient pas que la nation qui a causé la guerre participe aux événements sportifs. Douze équipes ont participé à la compétition organisée en France, y compris dans le protectorat français de Sarre où la France dispute sa demi-finale. La Suède a clairement remporté la finale contre le Danemark 11 à 4 et a remporté son premier (et unique) titre de champion du monde à onze en plein air.

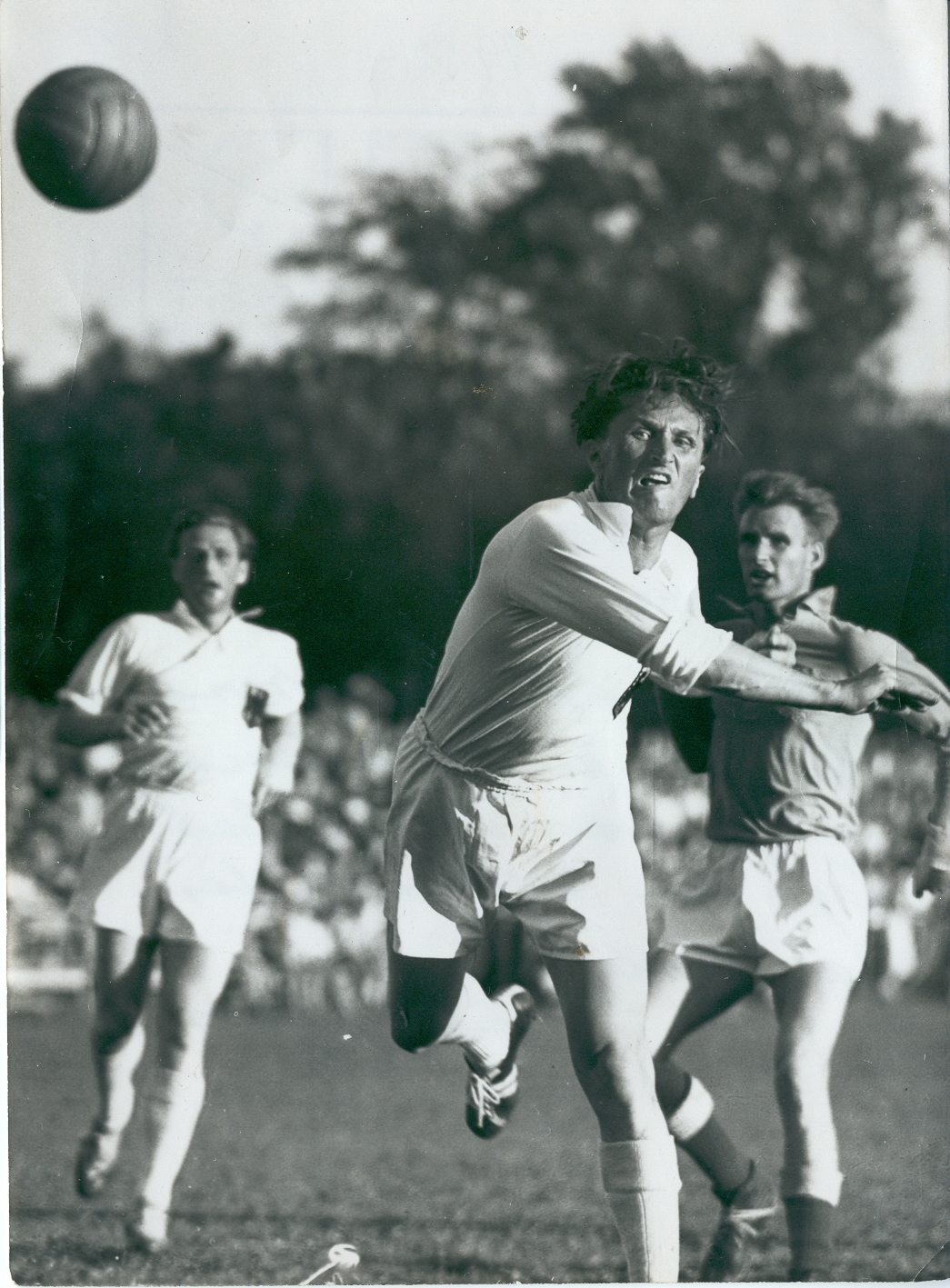
Bernhard Kempa, lors du Championnat du monde à onze en 1952.

Quatre ans plus tard, la 3e édition du championnat du monde extérieur a eu lieu en juin 1952 en Suisse. Treize équipes (toutes européennes comme précédemment) ont participé à cet événement. La Sarre avait sa propre équipe, alors que l'Italie et le Portugal ont déclaré forfait lors des phases de qualification. La qualification a été suivie d'un tour préliminaire et d'un tour intermédiaire dans le système éliminatoire ainsi que de trois matches de placement pour les places 1 à 6 à la fin du tournoi. L'Allemagne de l'Ouest, avec une différence de but moyenne de 18,5, a une nouvelle dominé la compétition et même la Suède, tenante du titre, n'a pas été en mesure de lutter en finale (10 à 3 à la mi-temps et 19 à 8 score final).
En 1955, un record a été battu puisque 17 pays ont participé à ce tournoi organisé par l'Allemagne de l'Ouest. Les équipes ont été réparties dans six groupes lors du tour préliminaire et ensuite en deux groupes pour le tour principal. Bernhard Kempa et les Allemands, bénéficiant de l'avantage de jouer à domicile, ont célébré leur nouvelle victoire en finale en battant 25 à 13 des Suisses pourtant invaincus jusque là.
Un dernier tournoi a eu lieu dans les années 1950 : en 1959, l'Autriche accueille seulement sept pays, bien loin de la participation record de 1955. La Belgique, la France et la Yougoslavie n'y ont pas participé. L'Allemagne, qui présentait une équipe unifiée, était, elle, bien présente et comme d'habitude, ils sont devenus champions du monde : vainqueur du Danemark puis de la Suède dans le tour préliminaire, les Allemands ont toutefois dû s'employer face à la Roumanie en finale (6-6 à la mi-temps et 14 à 11 score final).
Pour le Championnat du monde 1963 en Suisse, deux équipes non européennes participent pour la première (et unique) fois à la compétition, même si Israël et les États-Unis termineront aux deux dernières places. C'est toutefois toujours en Allemagne que le handball en plein air est le plus populaire et il n'est donc pas surprenant que la RDA et la RFA se soient rencontrés en finale. Et ce sont cette fois les Est-allemand qui ont clairement battu les Ouest-allemand 14 à 7. L'hôte Suisse a quant à lui remporté le bronze aux dépens de la Pologne 10 à 6.
Le championnat du monde organisé en 1966 en Autriche est la 7e édition et, finalement, dernière compétition internationale de handball en plein air, son équivalent féminin n'étant plus disputé depuis 1960. Le handball en salle avait prévalu, bénéficiant de l’indépendance des conditions météorologiques, d'un meilleur sol et d'une vitesse de jeu supérieure. Seules six équipes nationales ayant pris part à l'événement, le mode de tournoi a donc été modifié et les équipes ont joué dans un groupe unique en tournoi toutes rondes. Après quatre victoires en autant de match, le dernier matchs entre la RFA et la RDA est ainsi l'équivalent d'une finale. Seulement, les deux Allemagnes font match nul 15-15 et c'est selon le critère de la meilleure différence de buts que sont départagés les deux équipes, en faveur de la République Fédérale (+51 contre seulement +41 pour l'Allemagne de l'Est). L'Autriche, à domicile, a remporté la médaille de bronze.

## Palmarès
| 1re | 1938 (de)  | Allemagne            | Allemagne              | 23 – 0  | Suisse               | Hongrie         | 10 – 2  | Suède    |
| 2e  | 1948       | France               | Suède                  | 11 – 4  | Danemark             | Suisse          | 21 – 1  | France   |
| 3e  | 1952 (de), | Suisse               | Allemagne de l'Ouest   | 19 – 8  | Suède                | Suisse          | 12 – 10 | Autriche |
| 4e  | 1955 (de)  | Allemagne de l'Ouest | Allemagne de l'Ouest   | 25 – 13 | Suisse               | Tchécoslovaquie | 13 – 10 | Suède    |
| 5e  | 1959       | Autriche             | Allemagne (RFA et RDA) | 14 – 11 | Roumanie             | Suède           | 18 – 9  | Autriche |
| 6e  | 1963 (de)  | Suisse               | Allemagne de l'Est     | 14 – 7  | Allemagne de l'Ouest | Suisse          | 10 – 6  | Pologne  |
| 7e  | 1966 (de)  | Autriche             | Allemagne de l'Ouest   | TTR     | Allemagne de l'Est   | Autriche        | TTR     | Pologne  |

## Bilans

### Tableau des médailles
| Rang  | Nation             | Médaille d'or, monde | Médaille d'argent, monde | Médaille de bronze, monde | Total | Der. |
| ----- | ------------------ | -------------------- | ------------------------ | ------------------------- | ----- | ---- |
| 1     | / Allemagne (RFA)  | 5                    | 1                        | 0                         | 6     | 1966 |
| 2     | Suède              | 1                    | 1                        | 1                         | 3     | 1959 |
| 3     | Allemagne de l'Est | 1                    | 1                        | 0                         | 2     | 1966 |
| 4     | Suisse             | 0                    | 2                        | 3                         | 5     | 1963 |
| 5     | Danemark           | 0                    | 1                        | 0                         | 1     | 1948 |
| 5     | Roumanie           | 0                    | 1                        | 0                         | 1     | 1959 |
| 7     | Hongrie            | 0                    | 0                        | 1                         | 1     | 1938 |
| 7     | Tchécoslovaquie    | 0                    | 0                        | 1                         | 1     | 1955 |
| 7     | Autriche           | 0                    | 0                        | 1                         | 1     | 1966 |
| Total | Total              | 7                    | 7                        | 7                         | 21    | 1966 |

### Bilan par nation
| Nation                 | 1938                      | 1948                      | 1952                      | 1955                      | 1959                      | 1963                      | 1966                      | P. |
| ---------------------- | ------------------------- | ------------------------- | ------------------------- | ------------------------- | ------------------------- | ------------------------- | ------------------------- | -- |
| Allemagne de l'Est     | Drapeau de l'Allemagne    | -                         | -                         | -                         |                           | Médaille d'or, monde      | Médaille d'argent, monde  | 2  |
| / Allemagne (RFA)      | Médaille d'or, monde      | -                         | Médaille d'or, monde      | Médaille d'or, monde      | Médaille d'or, monde      | Médaille d'argent, monde  | Médaille d'or, monde      | 6  |
| Autriche               | Drapeau de l'Allemagne    | Qual                      | 4                         | 7                         | 4                         | 5                         | Médaille de bronze, monde | 6  |
| Belgique               | -                         | TP                        | Qual                      | TP                        | Qual                      | -                         | -                         | 2  |
| Danemark               | 8                         | Médaille d'argent, monde  | 5                         | TP                        | 6                         | -                         | -                         | 5  |
| Espagne                | -                         | -                         | 9                         | TP                        | forfait                   | -                         | -                         | 2  |
| États-Unis             | -                         | -                         | -                         | -                         | -                         | 8                         | -                         | 1  |
| Finlande               | -                         | TP                        | -                         | TP                        | -                         | -                         | -                         | 2  |
| France                 | -                         | 4                         | 7                         | 8                         | Qual                      | -                         | -                         | 3  |
| Hongrie                | Médaille de bronze, monde | TP                        | -                         | TP                        | 7                         | -                         | -                         | 4  |
| Israël                 | -                         | -                         | -                         | -                         | -                         | 7                         | -                         | 1  |
| Italie                 | -                         | -                         | Qual                      | -                         | -                         | -                         | -                         | 0  |
| Luxembourg             | 10                        | TP                        | Qual                      | TP                        | -                         | -                         | -                         | 3  |
| Norvège                | -                         | -                         | Qual                      | TP                        | -                         | -                         | -                         | 1  |
| Pays-Bas               | 9                         | Qual                      | 6                         | TP                        | -                         | 6                         | 6                         | 5  |
| Pologne                | 7                         | Qual                      | -                         | -                         | Qual                      | 4                         | 4                         | 4  |
| Portugal               | -                         | Qual                      | Qual                      | TP                        | -                         | -                         | -                         | 2  |
| Roumanie               | 5                         | -                         | -                         | -                         | Médaille d'argent, monde  | -                         | -                         | 2  |
| Sarre                  | Drapeau de l'Allemagne    |                           | 8                         | 6                         |                           |                           |                           | 2  |
| Suède                  | 4                         | Médaille d'or, monde      | Médaille d'argent, monde  | 4                         | Médaille de bronze, monde | -                         | -                         | 5  |
| Suisse                 | Médaille d'argent, monde  | Médaille de bronze, monde | Médaille de bronze, monde | Médaille d'argent, monde  | 5                         | Médaille de bronze, monde | 5                         | 7  |
| Tchécoslovaquie        | 6                         | -                         | -                         | Médaille de bronze, monde | -                         | -                         | -                         | 2  |
| Yougoslavie            | -                         | -                         | Qual                      | 5                         | Qual                      | -                         | -                         | 1  |
| Nombre de participants | 10                        | 4 (+8)                    | 9 (+6)                    | 17                        | 7 (+5)                    | 8                         | 6                         | 22 |

Légende :    — Pays hôte ; TP : tour préliminaire ; Qual : éliminé lors des qualifications ; - : non participant.
Remarque : la présence d'un drapeau indique que le pays en question faisait alors partie d'un autre pays :
- en 1938, l'Allemagne comprend alors également la future Allemagne de l'Est, l'Autriche et la Sarre ;
- en 1959, les Allemagnes de l'Est et de l'Ouest ont évolué sous l'égide d'une équipe unifiée d'Allemagne ;
- la Sarre faisait partie de l'Allemagne en 1938, de la France en 1948 et de l'Allemagne de l'Ouest à compter de 1959.